# Cybaeus melanoparvus
Cybaeus melanoparvus är en spindelart som beskrevs av Kobayashi 2006. Cybaeus melanoparvus ingår i släktet Cybaeus och familjen vattenspindlar. Inga underarter finns listade i Catalogue of Life.